# Chiesa di Sant'Agata (Taormina)

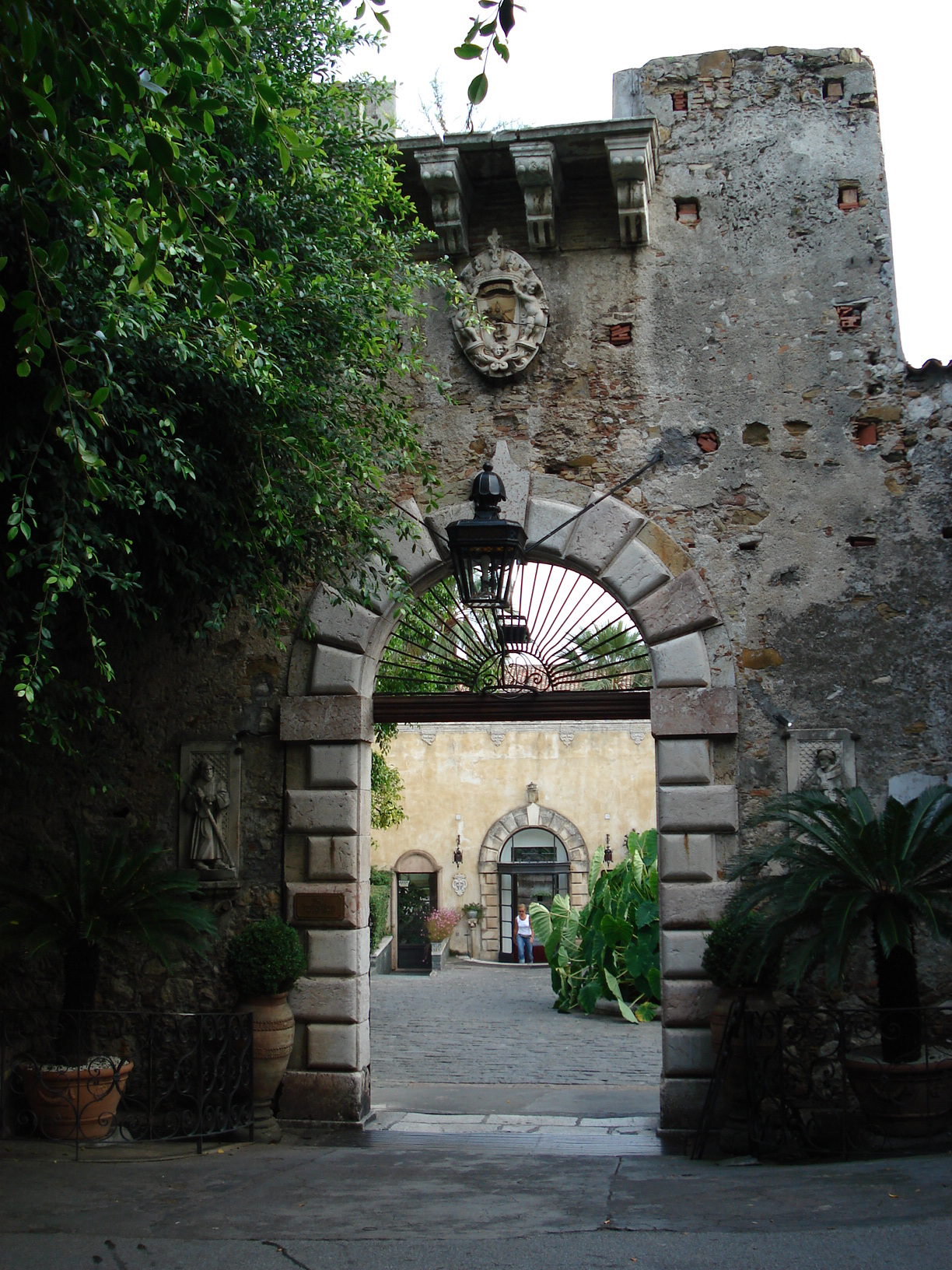
Ingresso.

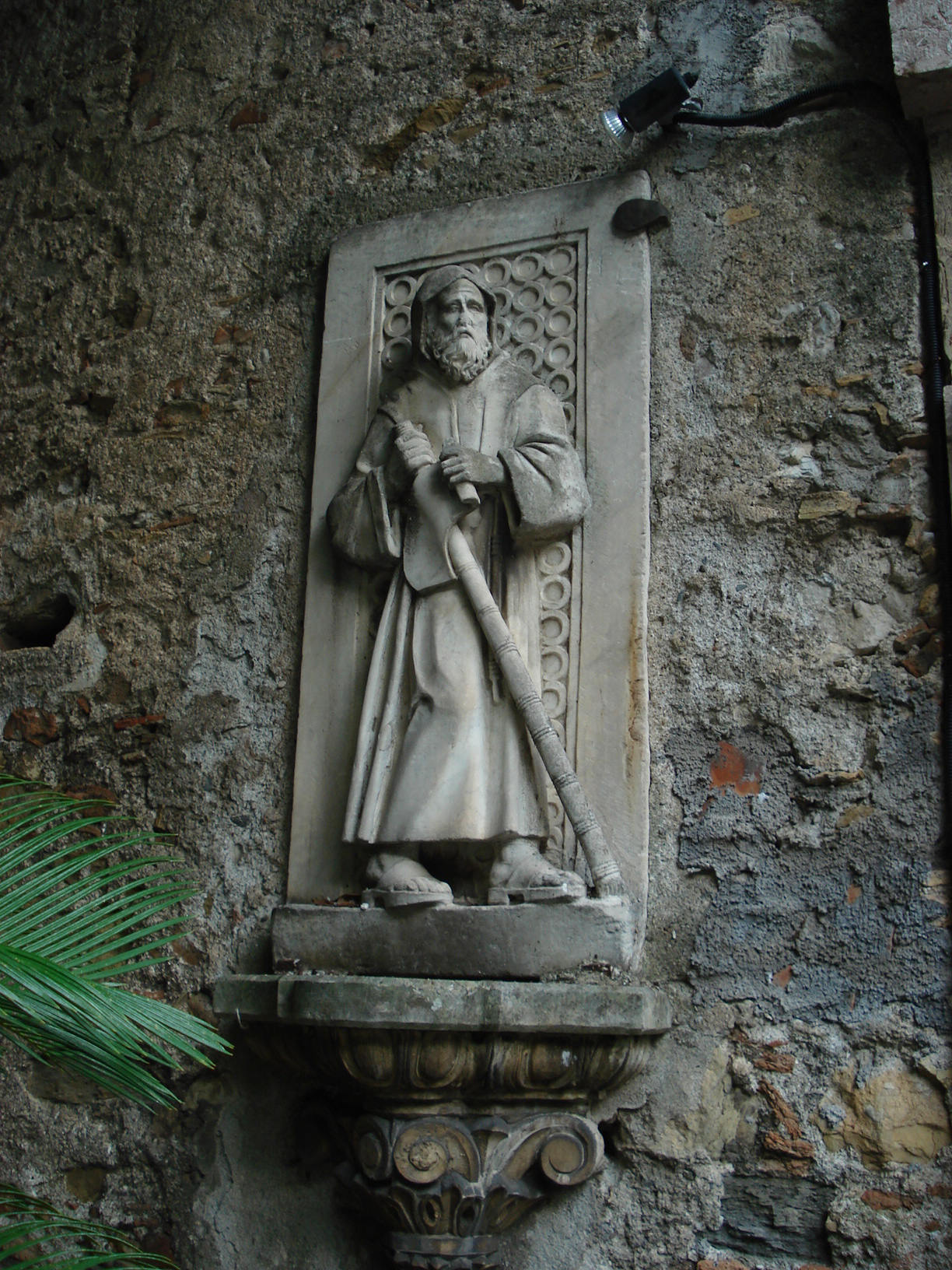
Altorilievo ingresso.

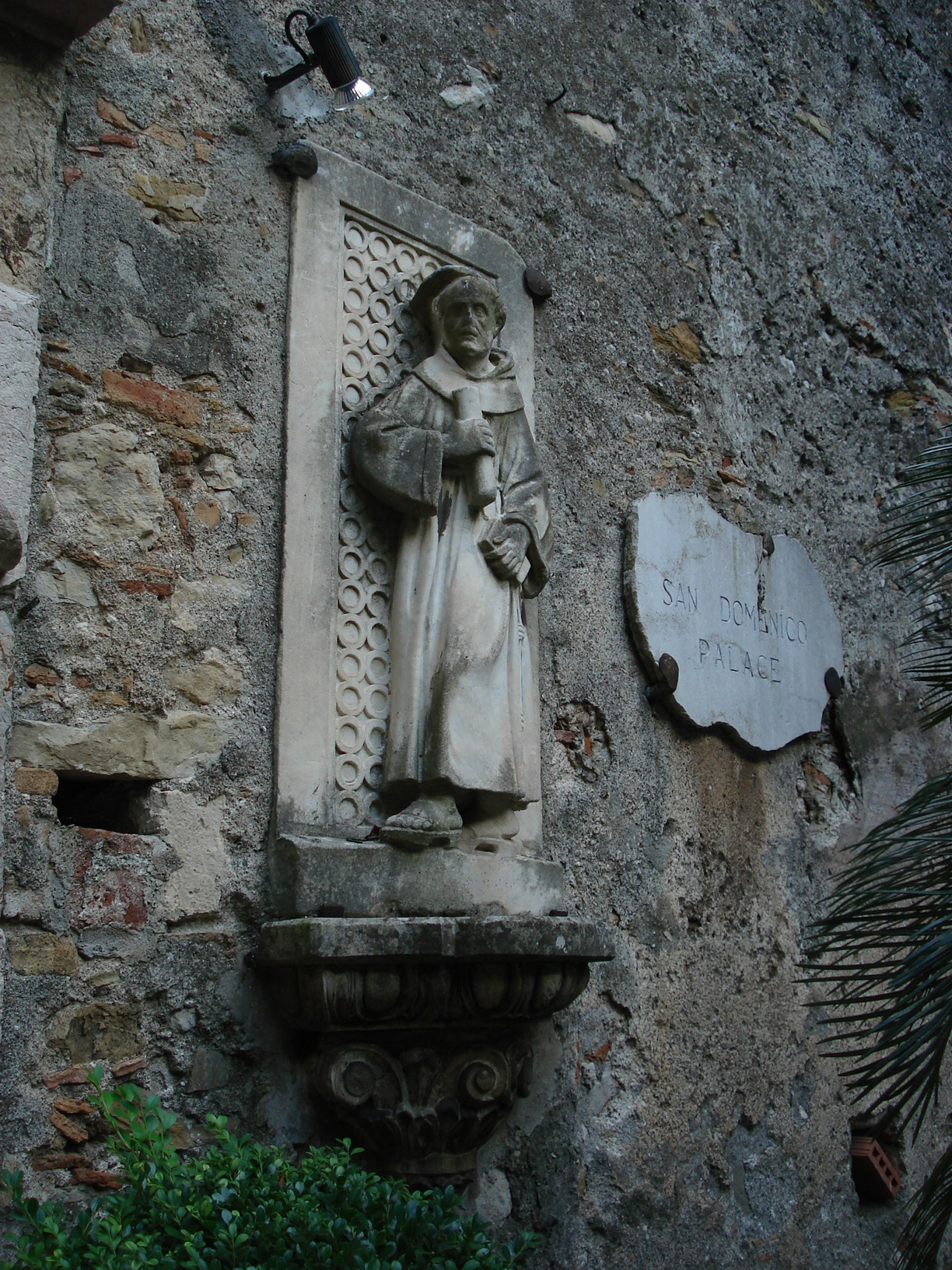
Altorilievo ingresso.

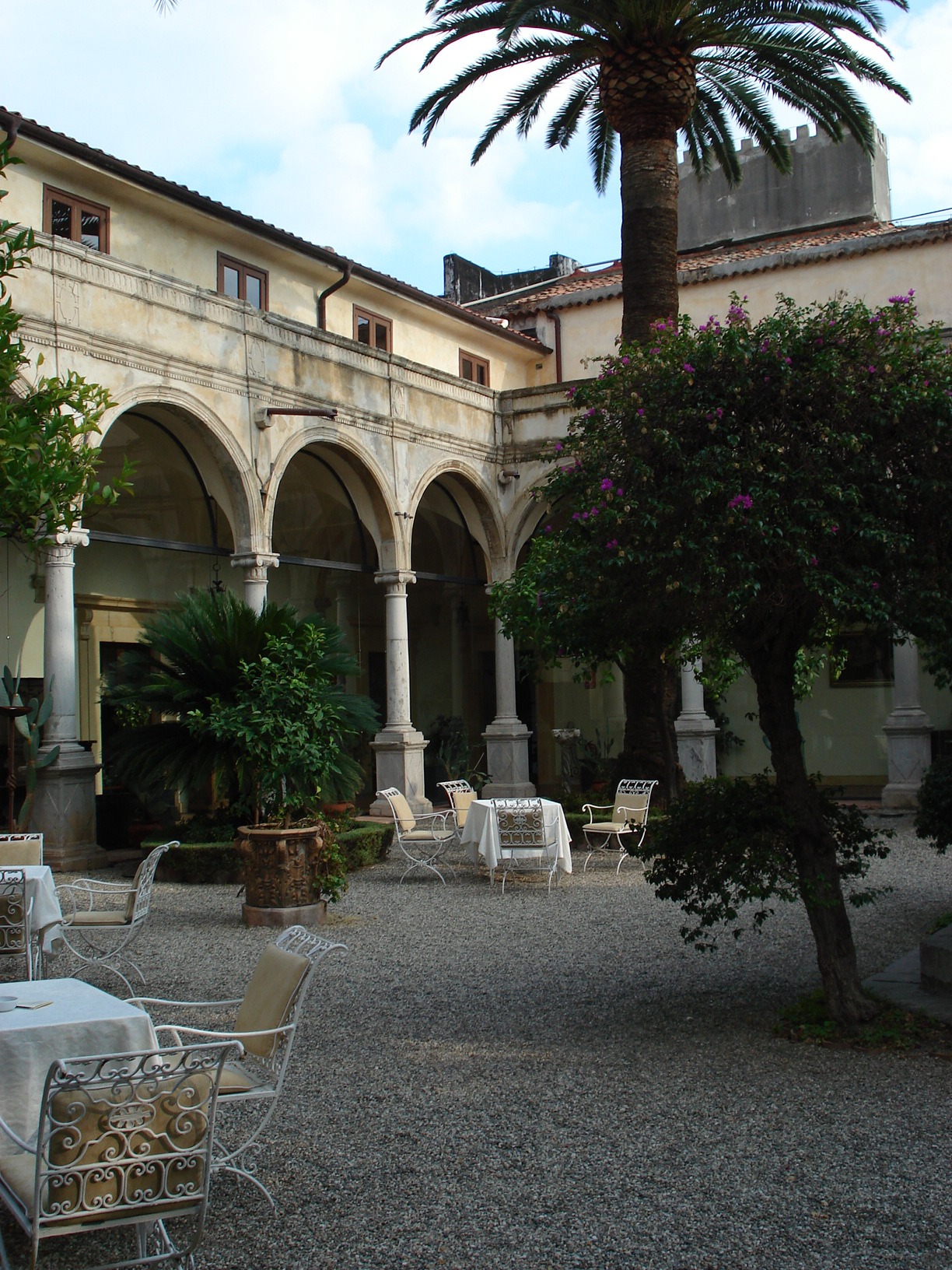
Chiostro.

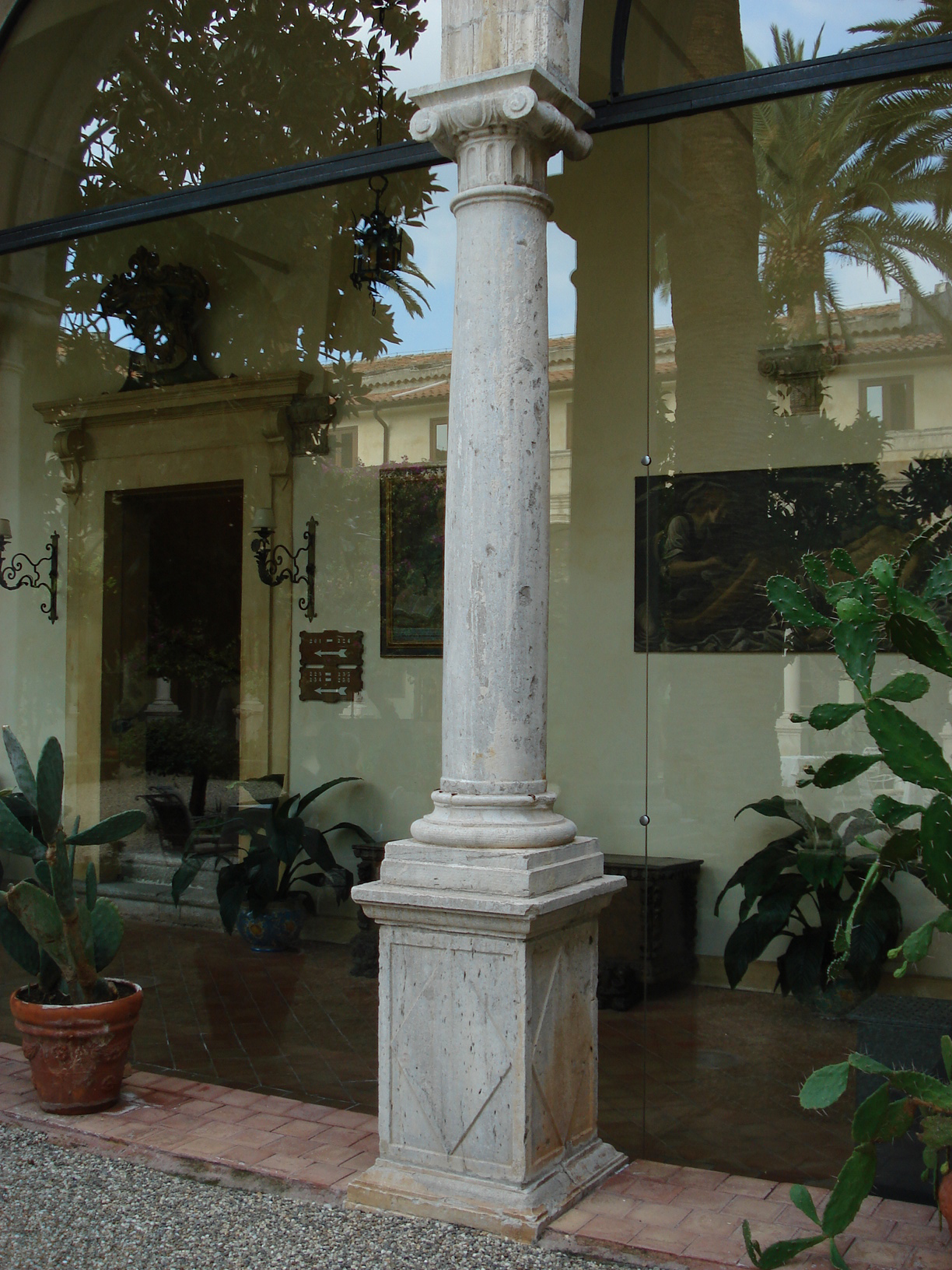
Colonna portico.

La chiesa di Sant'Agata e l'adiacente convento dell'Ordine dei predicatori di San Domenico di Guzmán costituiscono un unico aggregato monumentale con diversa destinazione d'uso, primitivi luoghi di culto ubicati nella piazza San Domenico di Taormina.

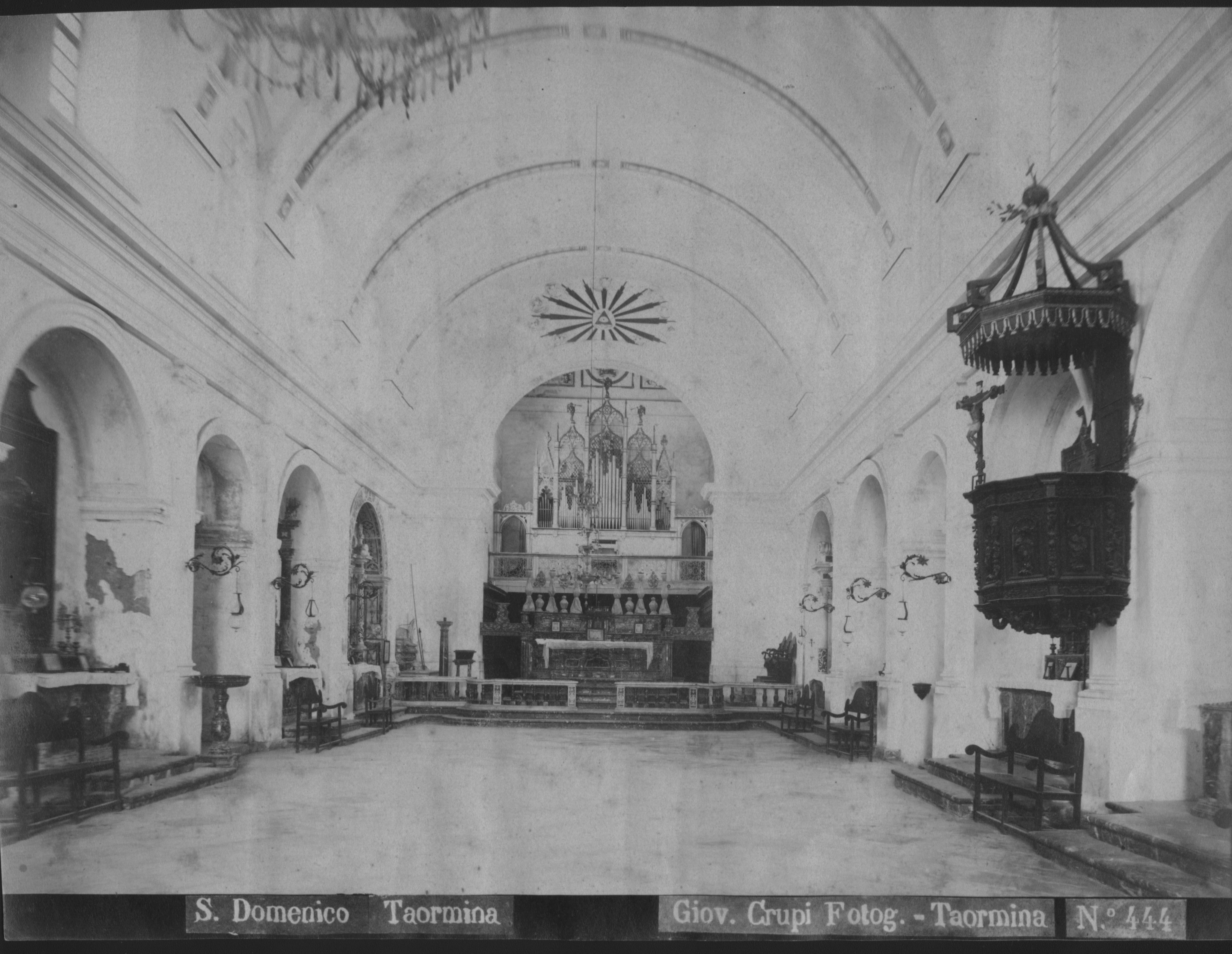
L'interno, prima del 1943

## Storia
Conventi dell'Ordine domenicano in Sicilia (lista incompleta):
- XIII secolo: Palermo, Messina, Siracusa, Piazza Armerina, Augusta, Catania, Trapani.
- XIV secolo: Agrigento, Modica, Noto, Taormina.
- XV secolo: Lentini, Caltanissetta, Castelvetrano (1470), e ancora Catania.

...
- XVI secolo: Milazzo.

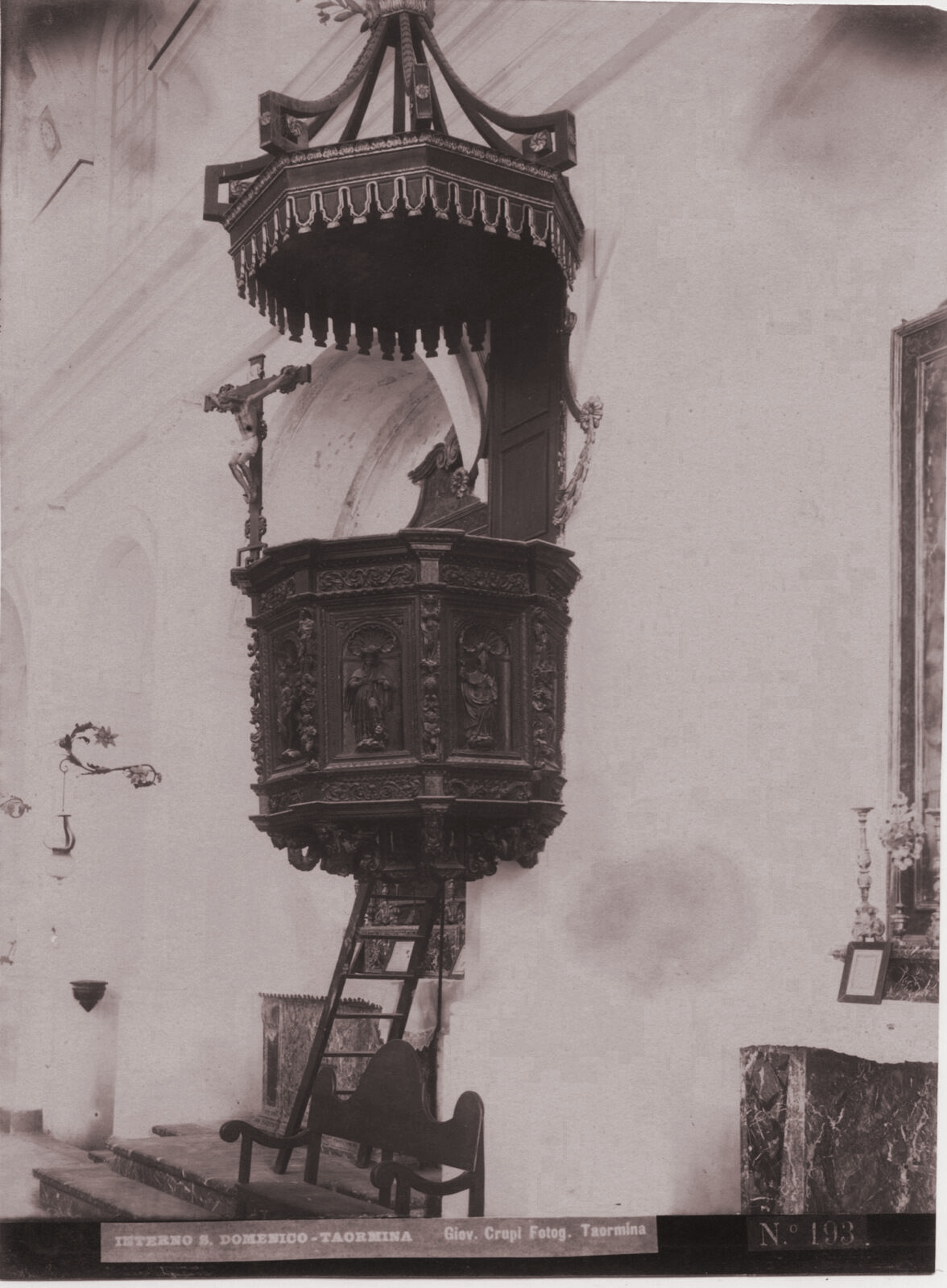
Il pulpito

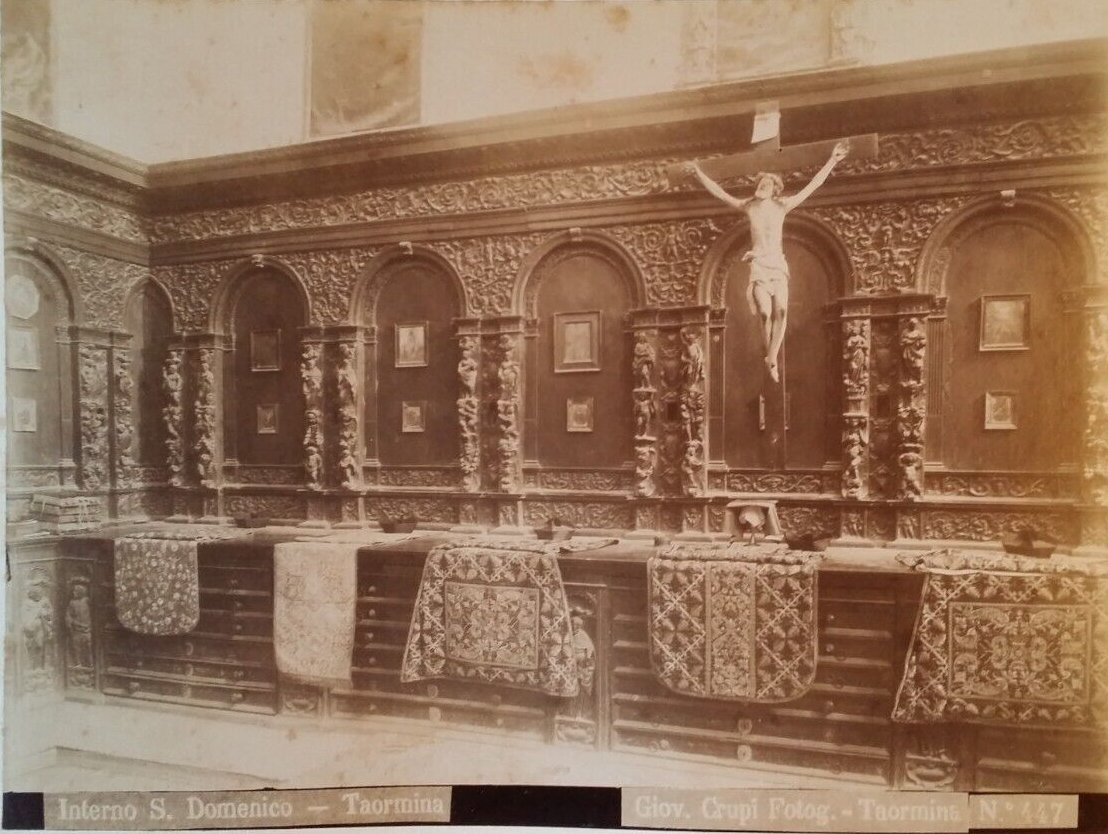
La sagrestia

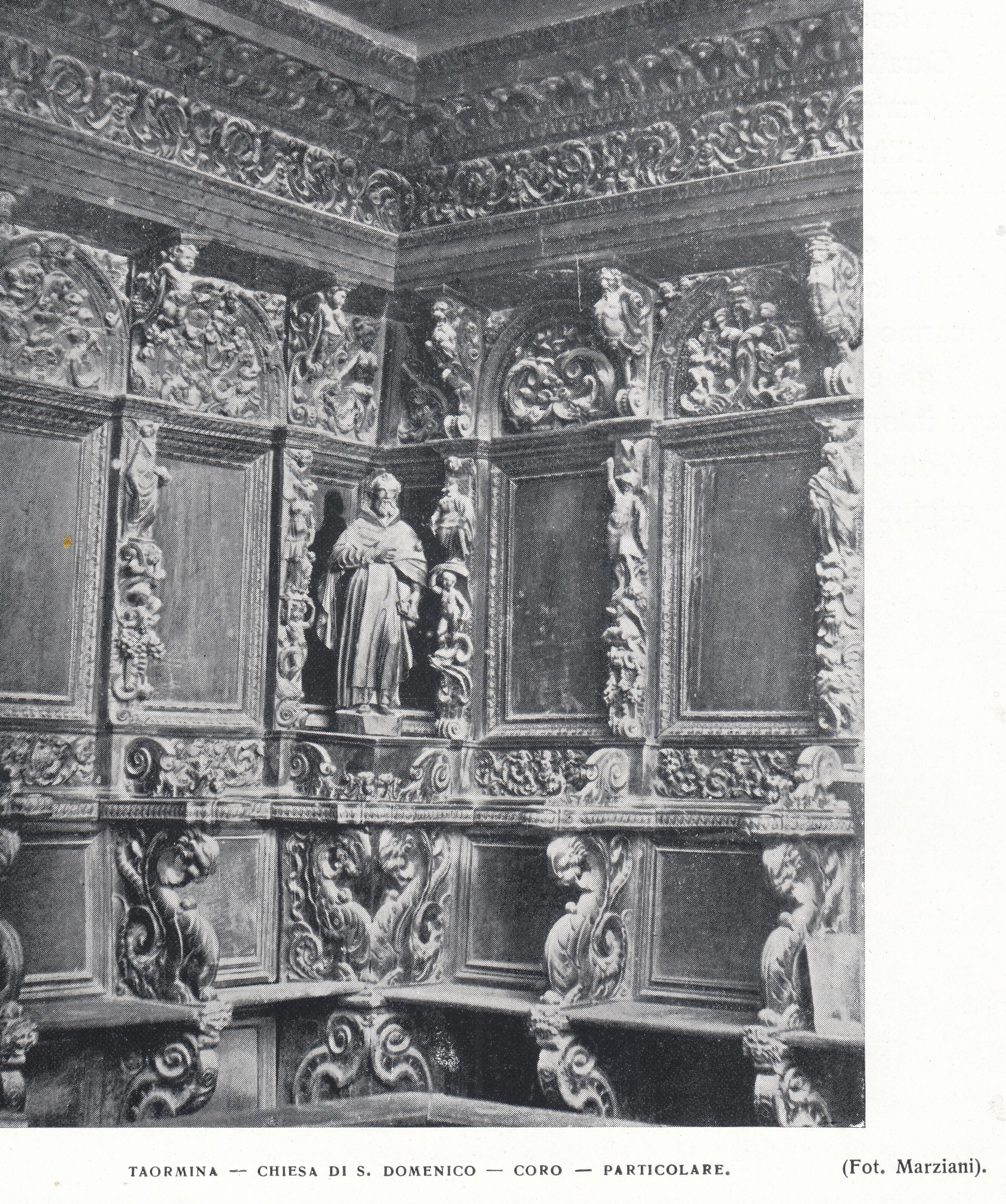
Il coro

La chiesa di Sant'Agata e il primitivo palazzo (castello - fortezza baronale) dei Principi di Cerami sono anteriori alla costituzione dell'istituzione religiosa. In epoca aragonese sono documentati e trasferiti altrove la sinagoga e il cimitero degli ebrei (Giudecca presso Porta Catania).
I religiosi avanzano la richiesta di allontanamento delle strutture della comunità ebraica a Papa Callisto III, che a sua volta sottopone la questione alla decisione di Alfonso V d'Aragona, il quale interviene con un provvedimento sanzionatorio il 31 dicembre 1456. Le persecuzioni e le tragiche espulsioni della comunità dall'isola avvengono a partire dal 18 giugno 1492 in ottemperanza all'editto di Ferdinando il Cattolico.

### Epoca aragonese
Il convento dei frati domenicani fu fondato il 3 aprile 1374 (ricorrenza di San Pancrazio, patrono cittadino) e completato nel 1383. Le origini e la storia sono legate al frate domenicano Damiano Rosso, discendente degli Altavilla e Principe di Cerami.
Fra' Girolamo de Luna, appartenente alla nobiltà taorminese d'origine catalana, con la sua predicazione di missionario convinse i concittadini ad ospitare nell'antico borgo una comunità di frati Predicatori annessa all'antica chiesa di Sant'Agata. Pronunciati i voti, Damiano Rosso, già dignitario diplomatico, donò tutti i suoi beni, incluso il palazzo di famiglia, in seguito trasformato in convento.
Le donazioni, trascritte agli atti nel 1430, prevedevano la clausola della restituzione dell'immobile, qualora i membri dell'Ordine avessero lasciato la sede cittadina per qualsiasi motivo.

### Epoca borbonica
L'effettivo contenuto della clausola fu reso pubblico solo nel 1886. Infatti, l'emanazione delle Leggi eversive del 1866 e la conseguente applicazione, prevedevano l'abolizione degli ordini religiosi, la confisca e l'incameramento dei beni religiosi da parte dello Stato.
L'erario non entrò mai in possesso delle strutture, l'ultimo frate costretto a lasciare l'istituzione rivelò i contenuti della pergamena testamentaria agli eventuali eredi designati nella clausola, pertanto a distanza di secoli, i discendenti Rosso - Altavilla - Cerami rientrarono in possesso delle legittime proprietà.

### Epoca contemporanea
I Principi di Cerami presero possesso dell'edificio secondo le disposizioni testamentarie ritrovate. La struttura fu ceduta all'amministrazione comunale per passare in seguito in mani private che ne mutarono la destinazione d'uso. L'impianto fu adibito a struttura alberghiera nel 1896 e le 40 celle dei frati trasformate in eleganti stanze. Realizzando a posteriori la potenziale opportunità sfumata e sfruttata da terzi, gli antichi nobili proprietari confidarono in un estremo tardivo quanto inutile tentativo di ripensamento, sfociato in un limitatissimo e ridicolo risarcimento.
Dopo la trasformazione in struttura ricettiva dell'area conventuale, rimase aperta al culto solo la chiesa, gravemente danneggiata dai bombardamenti del 9 luglio 1943 del secondo conflitto mondiale. Nell'attiguo hotel era insediato e riunito l'alto comando di ufficiali tedeschi. Gli stormi aerei delle forze anglo americane distrussero il tempio. Nel dopoguerra le rovine del luogo di culto furono sapientemente riadattate a sala congressi dell'albergo, all'interno di essa si conservano i resti degli altari minori scampati al disastro.

## Interno
Gli eventi bellici hanno distrutto la maggior parte dei ricchissimi intarsi marmorei in pietra di Taormina, marmi e pietre dure di Sicilia, il coro, la sagrestia e le sculture lignee. Tra le opere d'arte è scampata la statua marmorea in stile rinascimentale raffigurante Sant'Agata, opera attribuita a Martino Montanini del XVI secolo. Il manufatto commissionato dalla famiglia Corvaja è collocato sulla mensa dell'Altare di Sant'Agata nella navata sinistra della cattedrale di San Nicola di Bari.
Il campanile, unico manufatto integralmente pervenuto, con base quadrata e ripartito su livelli in stile romanico con monofore nelle celle campanarie degli ordini superiori. Il portale d'ingresso presenta colonne scanalate e capitelli compositi.

## Convento di San Domenico

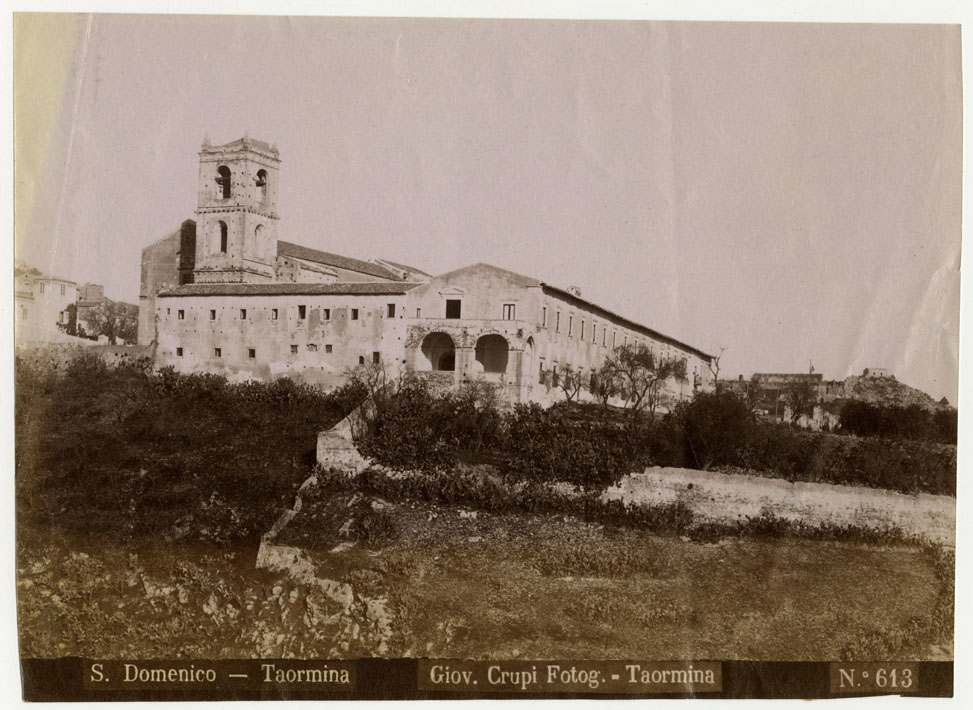
Veduta d'epoca del complesso.

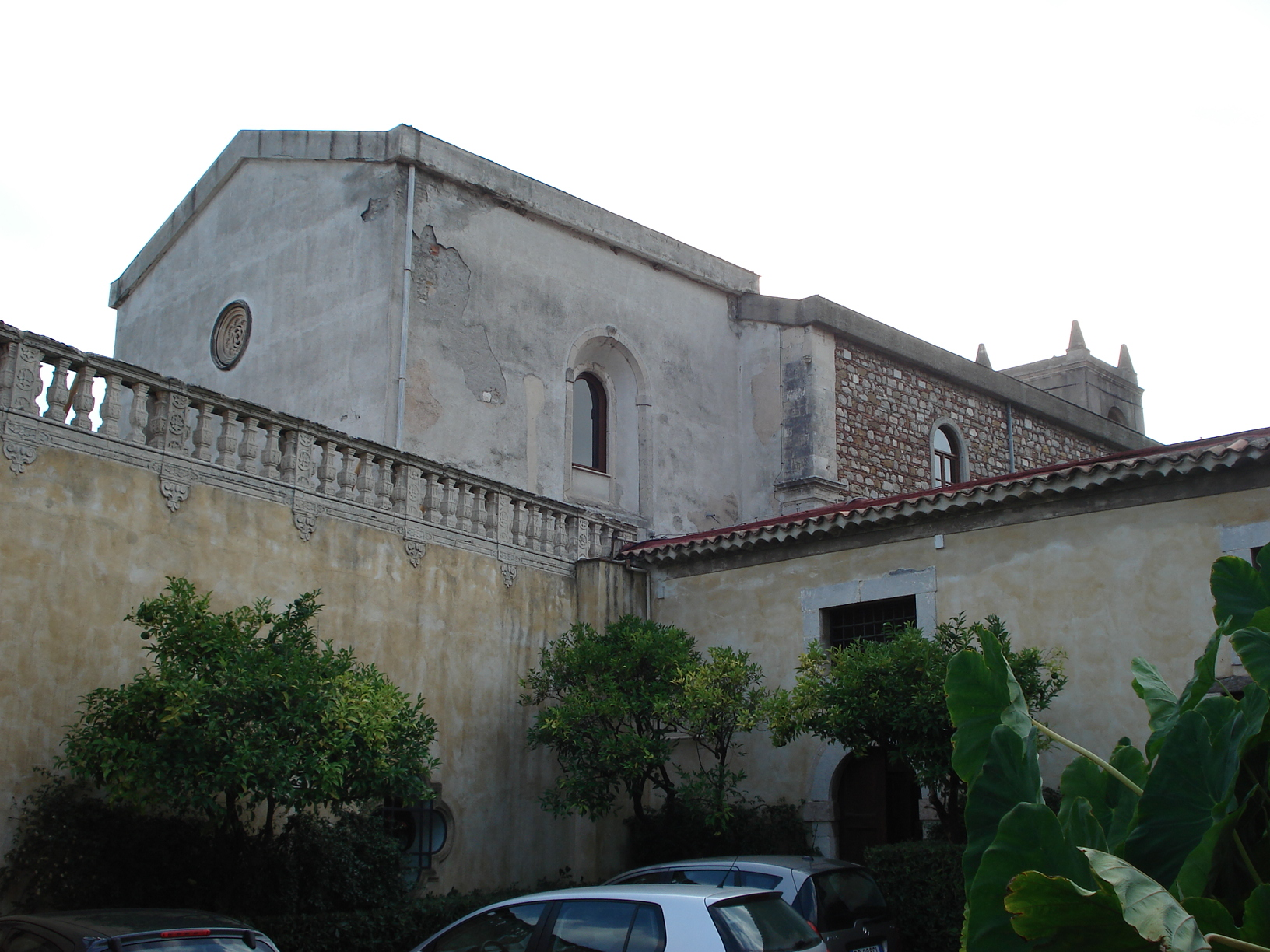
Ingresso.

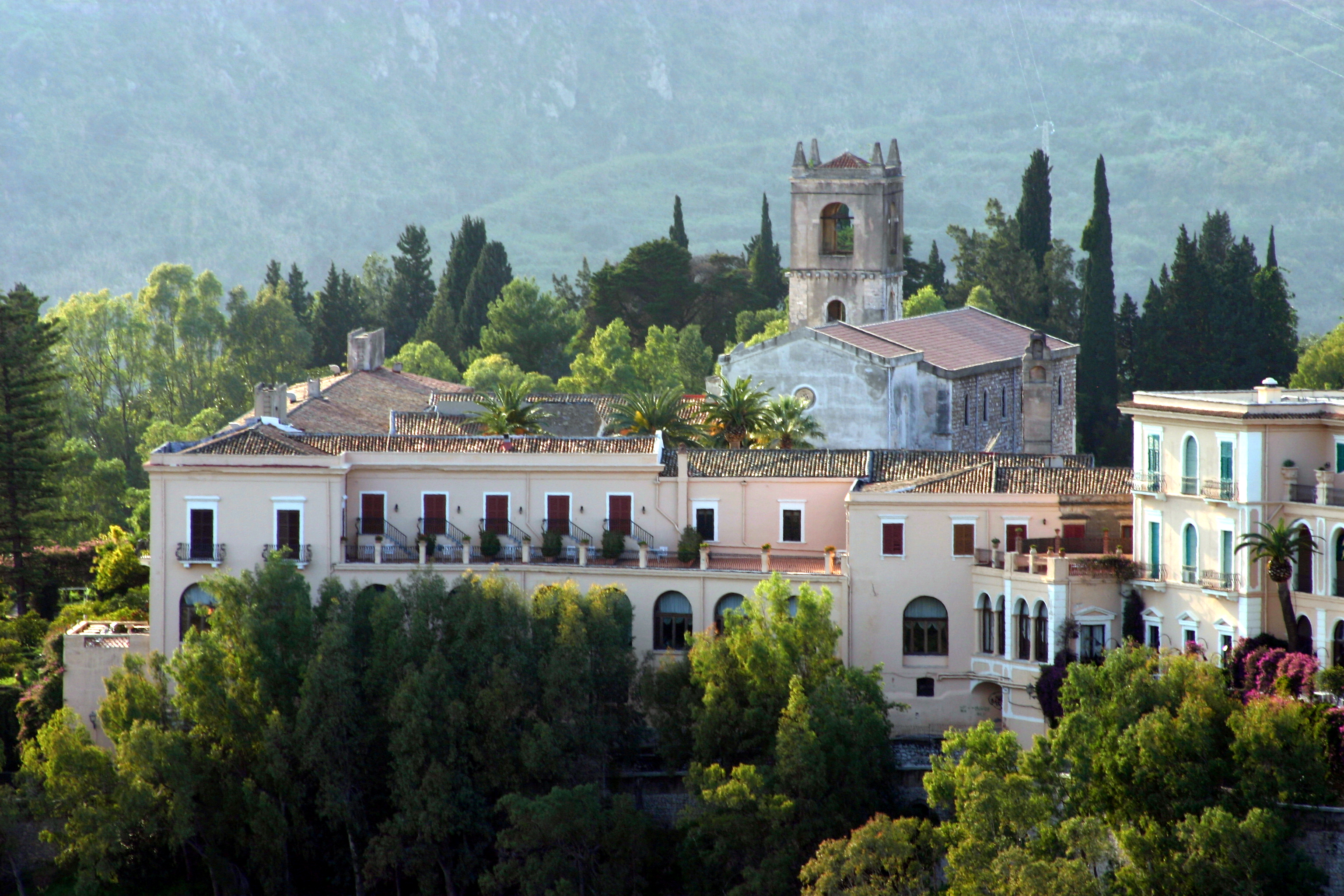
Il complesso visto dal Teatro antico.

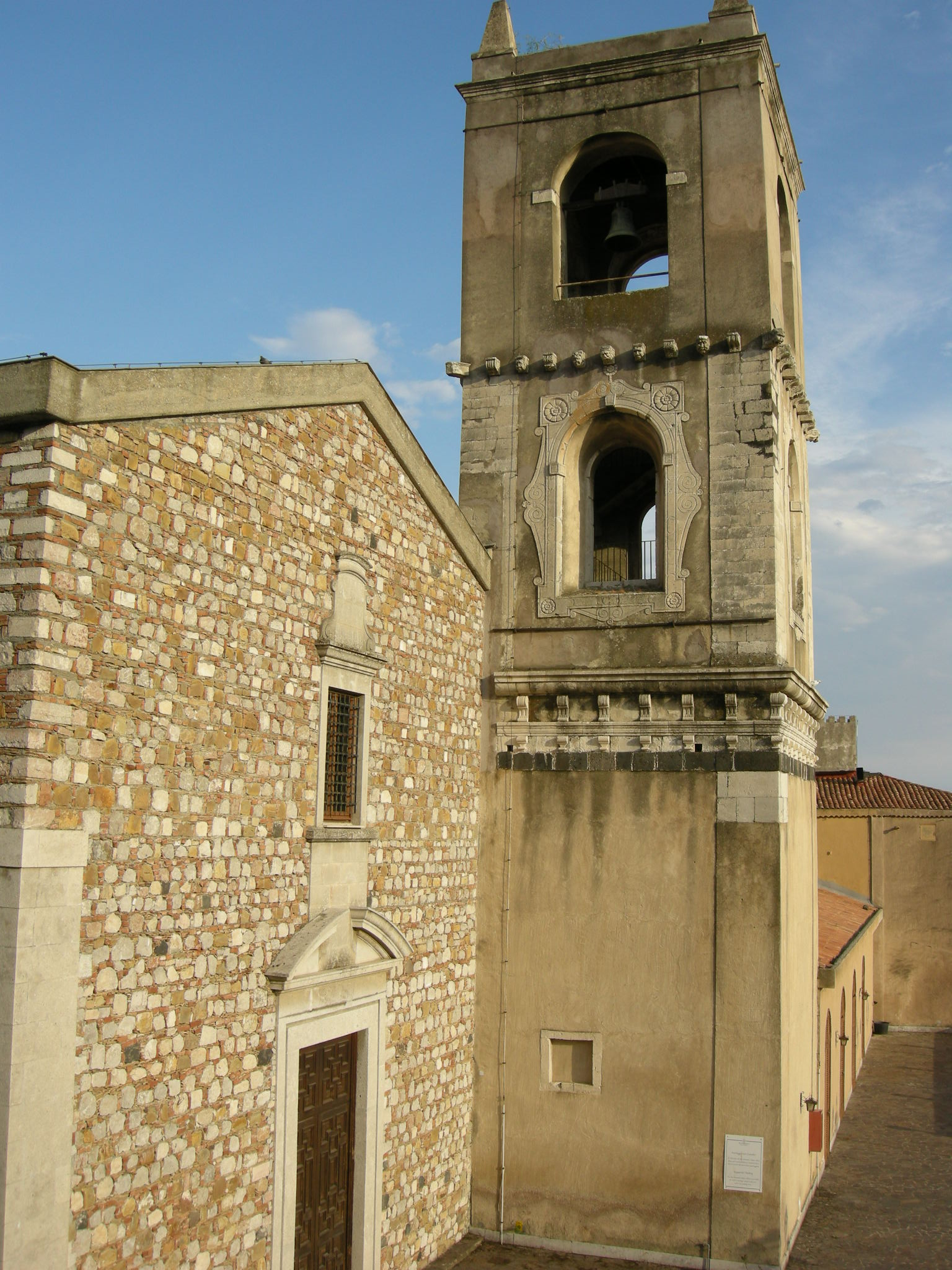
Facciata e campanile.

Il convento insieme a quello dell'Ordine dei frati minori Osservanti, il monastero di Santa Maria di Valverde e il convento di Sant'Agostino, è tra i più antichi per fondazione, il terzo edificio per comunità religiose ad essere edificato a Taormina.
Nel XV secolo il beato Giovanni Liccio da qui diffuse il culto della Madonna della Raccomandata nell'area peloritana - etnea.
Nel 1656 si riunì il Capitolo Generale dell'Ordine dei Domenicani.
All'ex convento si accede attraverso un grande portale secentesco sormontato dallo stemma dell'ordine dei domenicani, scolpito in marmo e raffigurante un cane con la fiaccola accesa in bocca. Il grandioso complesso comprende:
- Chiostro grande o maggiore: ambiente di stile rinascimentale, a pianta quadrata con sette archi per ogni lato poggianti su 29 colonne. Sarcofago - monumento funebre a Giovanni Corvaja, al centro del cortile un pozzo che attinge ad una cisterna ipogea d'epoca romana.
- Chiostro antico o minore: ambiente costituito da sei arcate per lato, con archi poggianti su 25 colonnine, adiacente alla chiesa con la quale condivide i muri della parete destra.
- Biblioteca.

### Opere d'arte
Nelle varie cessioni di proprietà, conseguenze della serie infinita di compravendite, spesso motivate da fini meramente speculativi, si è corso il rischio di frazionare e disperdere lo straordinario patrimonio storico - artistico in esso custodito.
Già nel 1897 Giuseppe Patricolo, direttore dell'Ufficio regionale per la conservazione dei monumenti in Sicilia, invocava il divieto di alienazione dei beni artistici del convento consistenti in affreschi di scuola siciliana, napoletana, francese, altari, armadi, arredamenti e oggetti liturgici, bassorilievi, dipinti, giare, librerie, mobili d'antiquariato, monumenti, panche, paramenti sacri, quadri, sarcofagi, statue, strutture murarie comprendenti camini, capitelli, colonne, decorazioni in marmi mischi, portali.
Nello specifico: 
- ?, Damiano Rosso, busto marmoreo raffigurante il nobile frate patrocinatore dell'istituzione;
- ?, Damiano Rosso, statua lignea raffigurante lo stesso personaggio;
- ?, San Francesco d'Assisi, statua raffigurante il Poverello rappresentato con una pietra in mano, simbolo della ricostruzione morale e religiosa;
- ?, San Domenico di Guzman, statua raffigurante il fondatore dell'Ordine dei frati predicatori rappresentato con in mano un libro, simbolo della dottrina;
- ?, Sarcofago, manufatto marmoreo, monumento funebre di Giovanni Corvaja.

L'elenco comprende inoltre anfore greco-romane, un armadio - ripostiglio ligneo scolpito a mano del 1500, il caminetto dei frati, la primitiva campana della chiesa del convento, cassapanche antiche, il pulpito, numerosi quadri e altari.
Tra gli affreschi di suore domenicane (Sorelle del Terzo Ordine di San Domenico) l'ovale raffigurante la beata Honoria Magaen, irlandese, in atteggiamento di preghiera. Un altro, la ritrae morta assiderata ranicchiata nella cavità di un albero in cui si era rifugiata nel tentativo di salvarsi da atti di persecuzione. Nel medesimo contesto è accostata la consorella Honoria de Burgo che patì le offese del martirio - vicende legate alla «Ribellione irlandese» del 1652 e gli eccidi dei cattolici perpetrati dai soldati di Oliver Cromwell - tragici episodi verosimilmente trattati tra gli argomenti del Capitolo Generale del 1656.

## Sinagoga
Luogo di culto documentato.

## Cimitero ebraico
Luogo documentato deputato alla sepoltura dei defunti di fede ebraica.

## Ghetto ebraico o Giudecca
Area ubicata in prossimità di Porta Catania deputata ad ospitare la comunità di fede ebraica.

## Galleria d'immagini

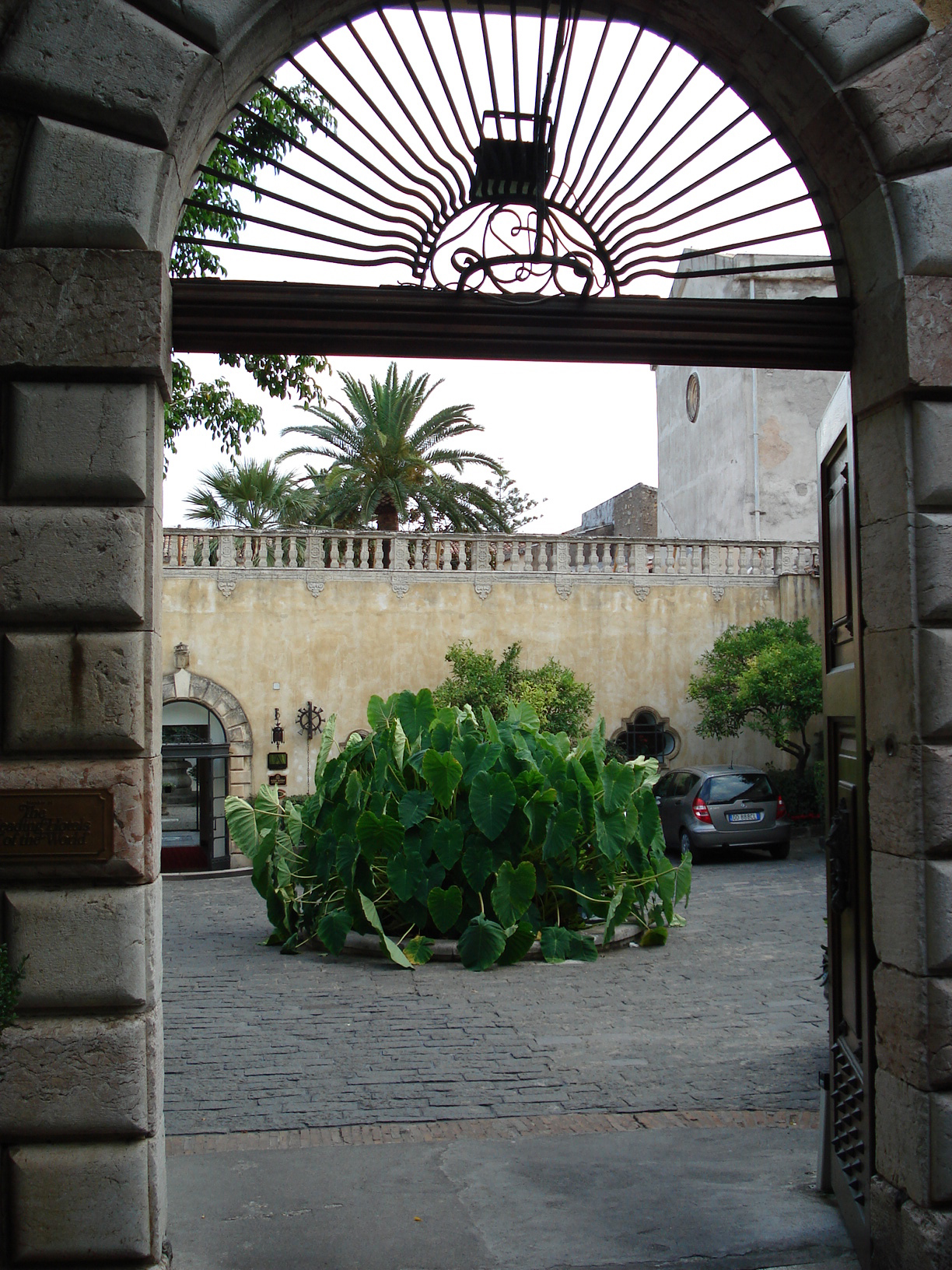
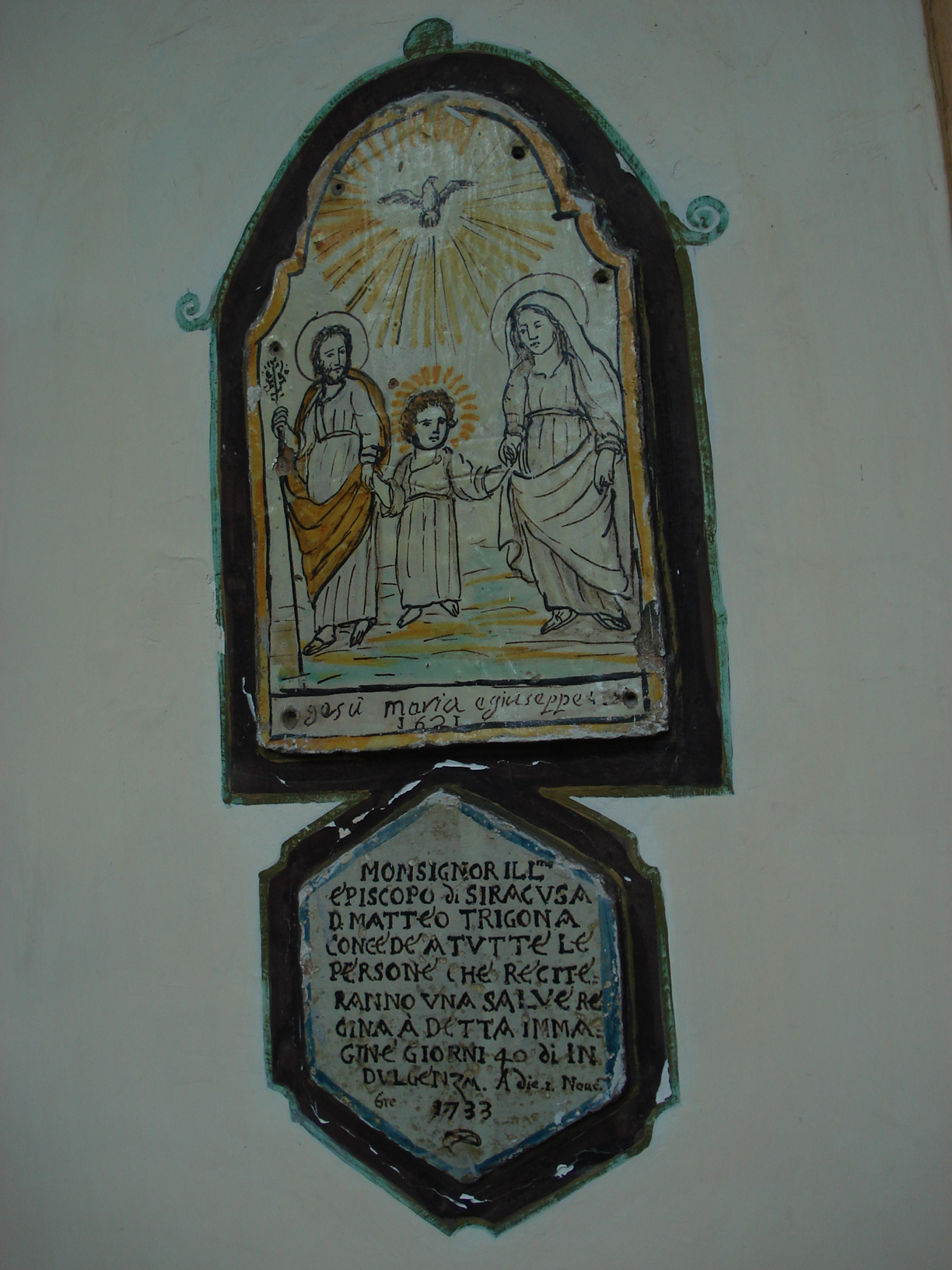
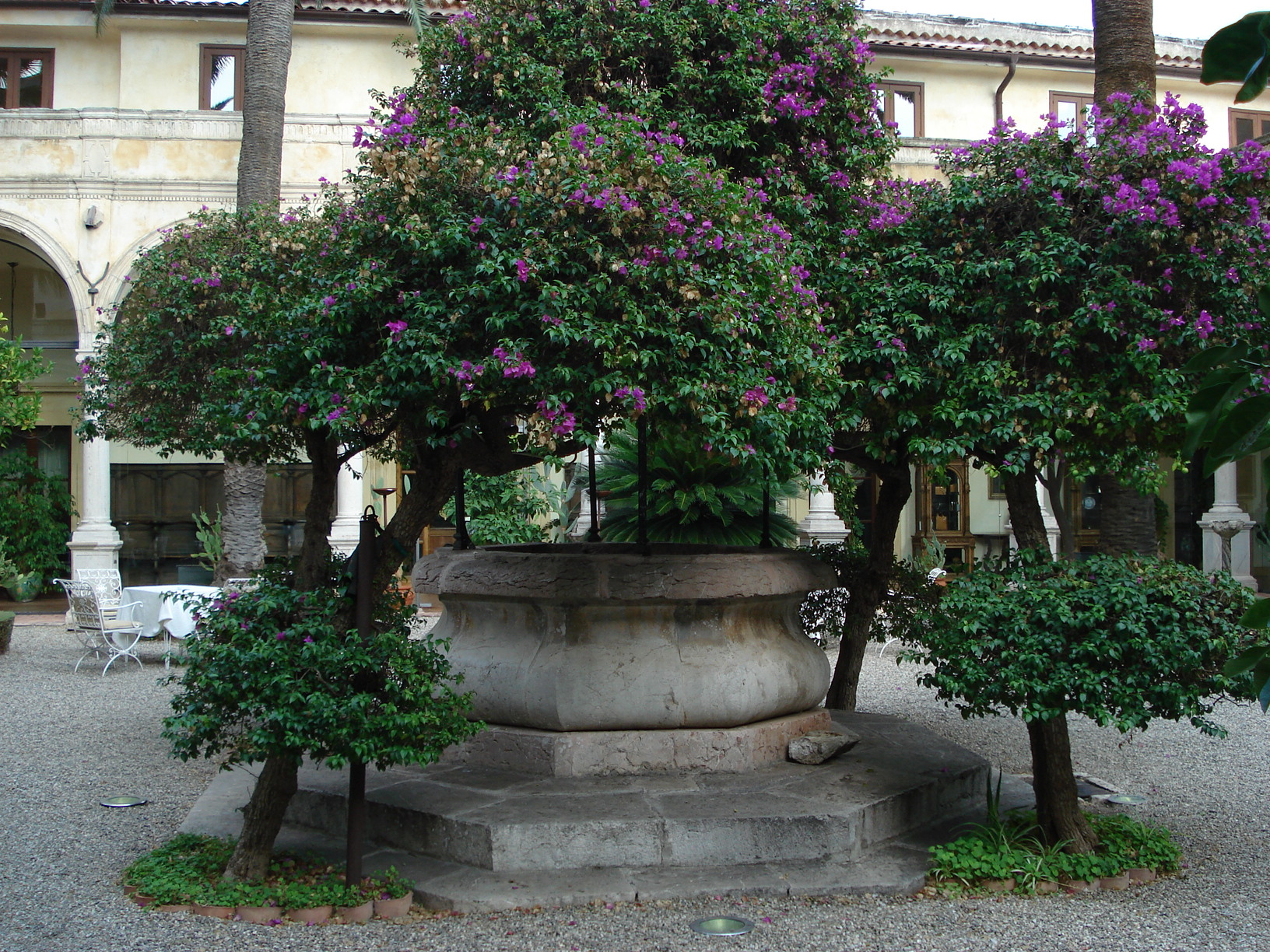
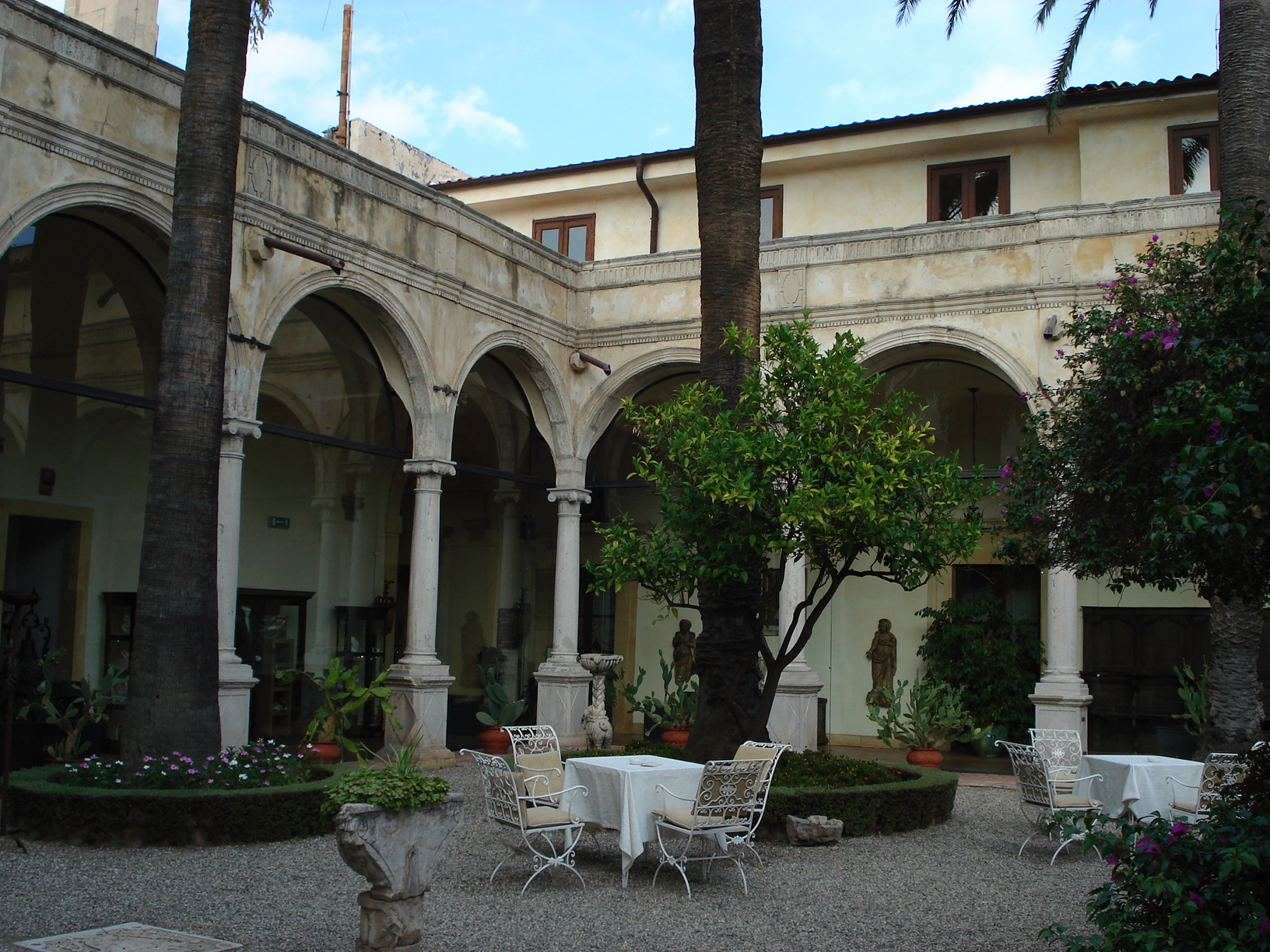
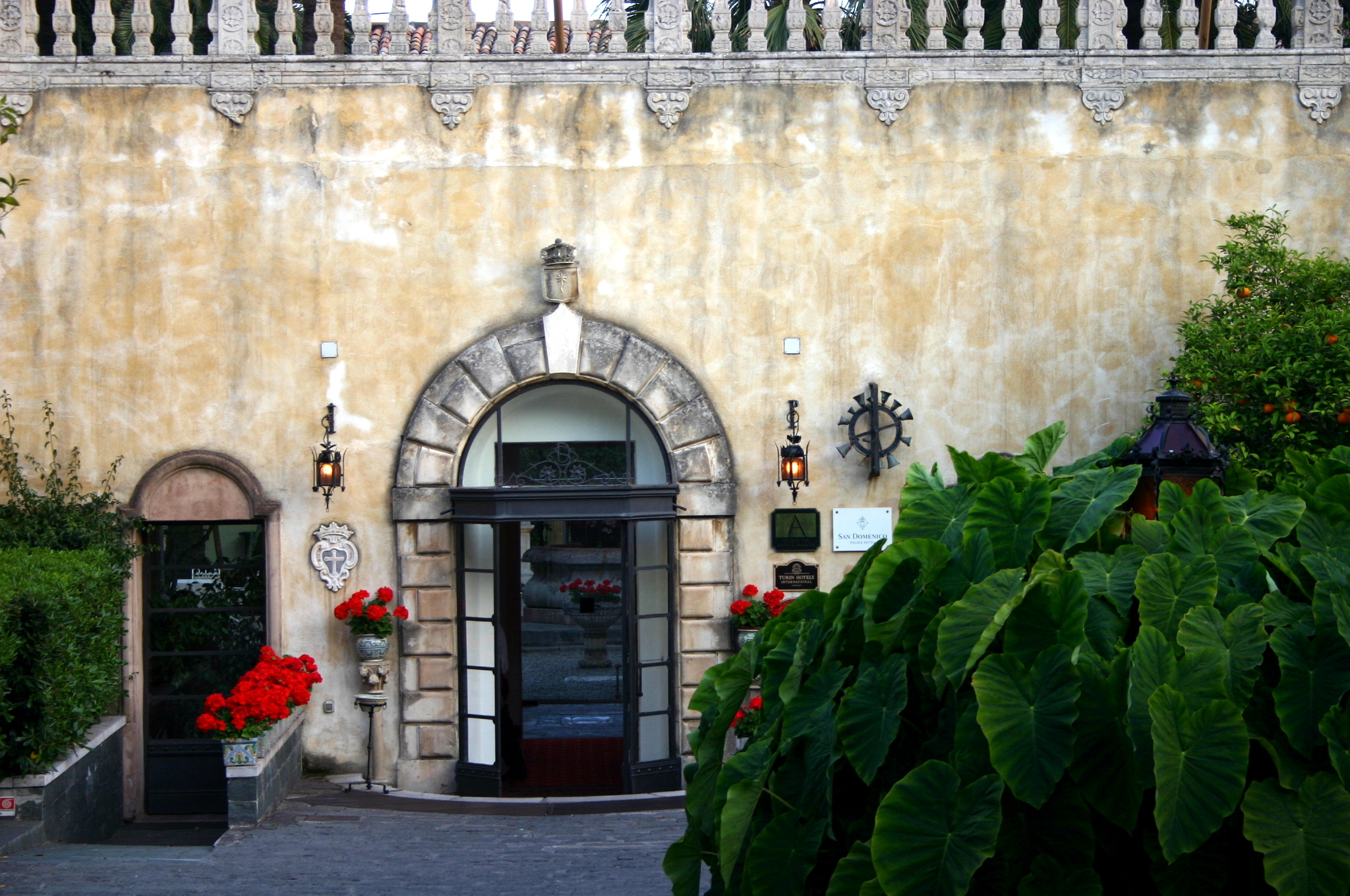
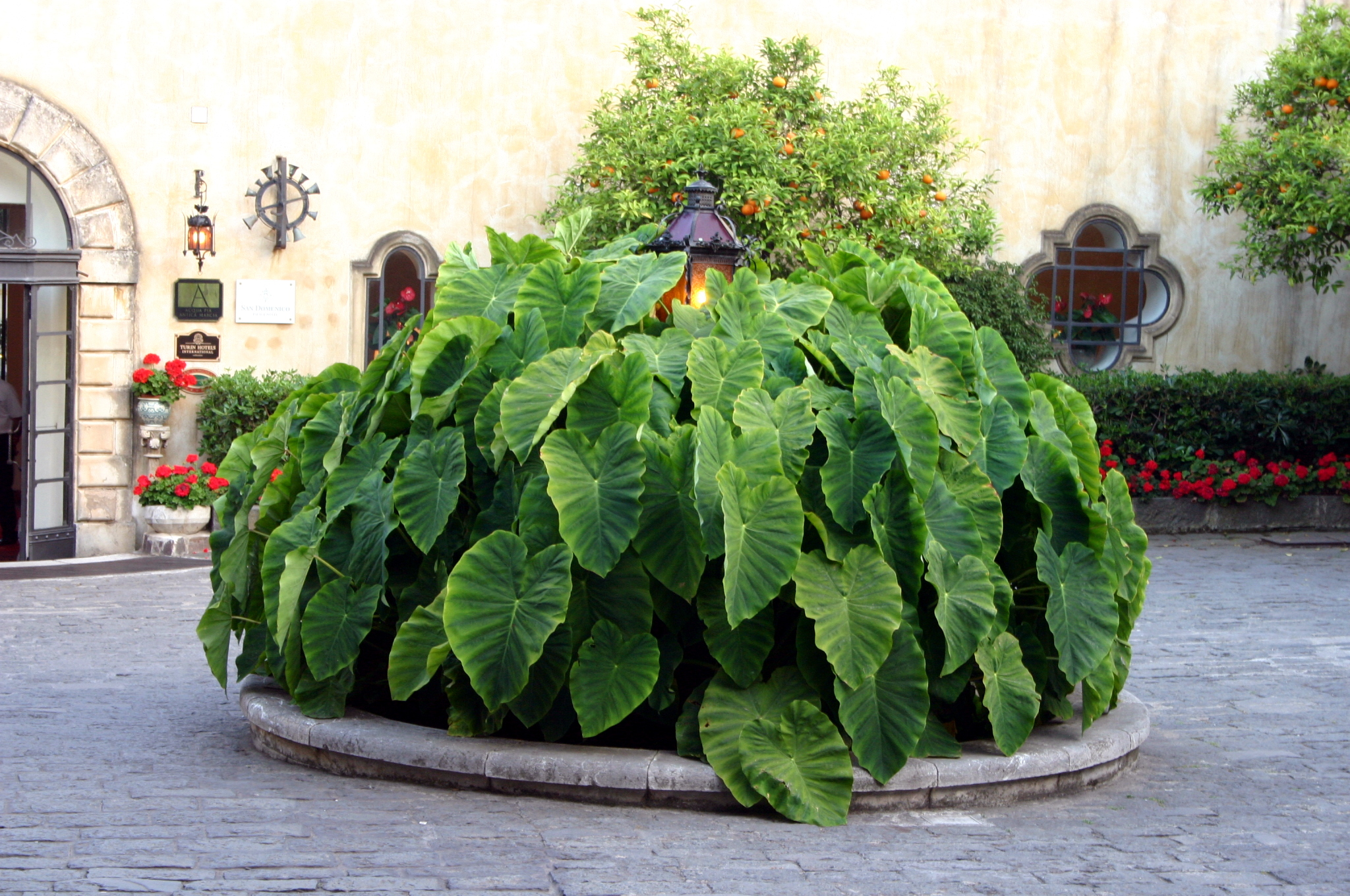